# نكات العالم القديم
نكات العالم القديم (الاسم العلمي: Recurvirostra avosetta) هو نوع من الطيور يتبع جنس النكات من الفصيلة النكاتيات.

## صور

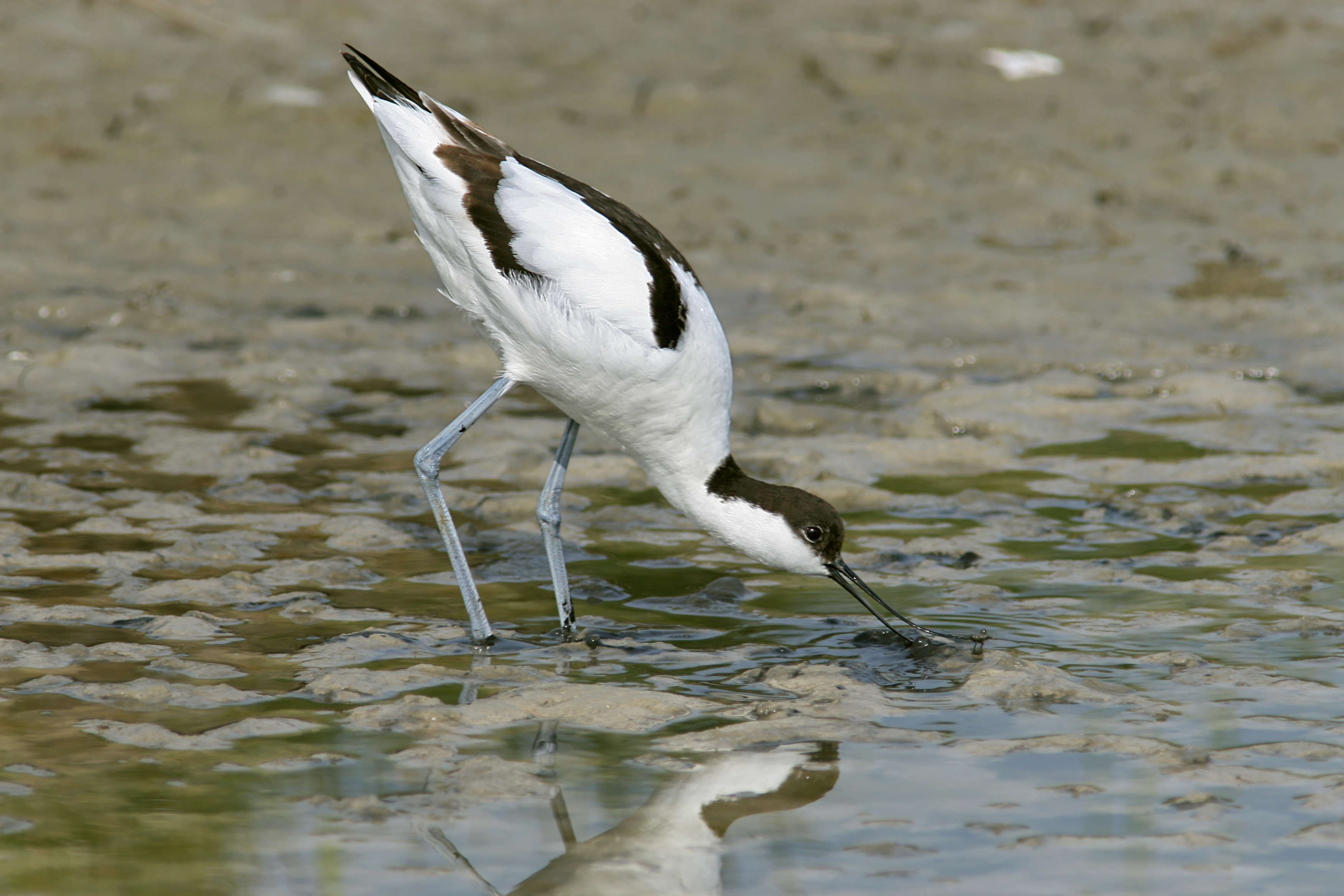
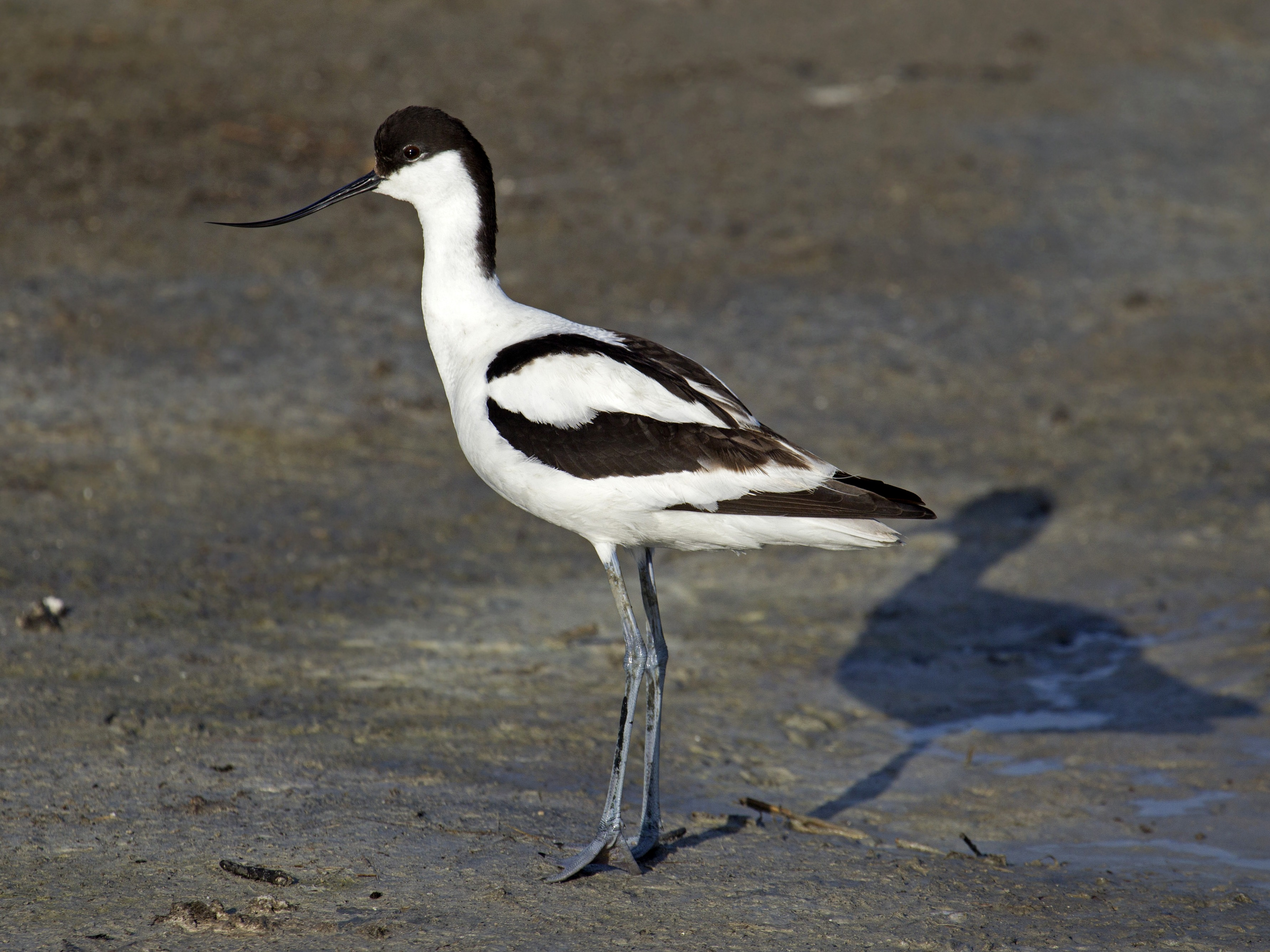
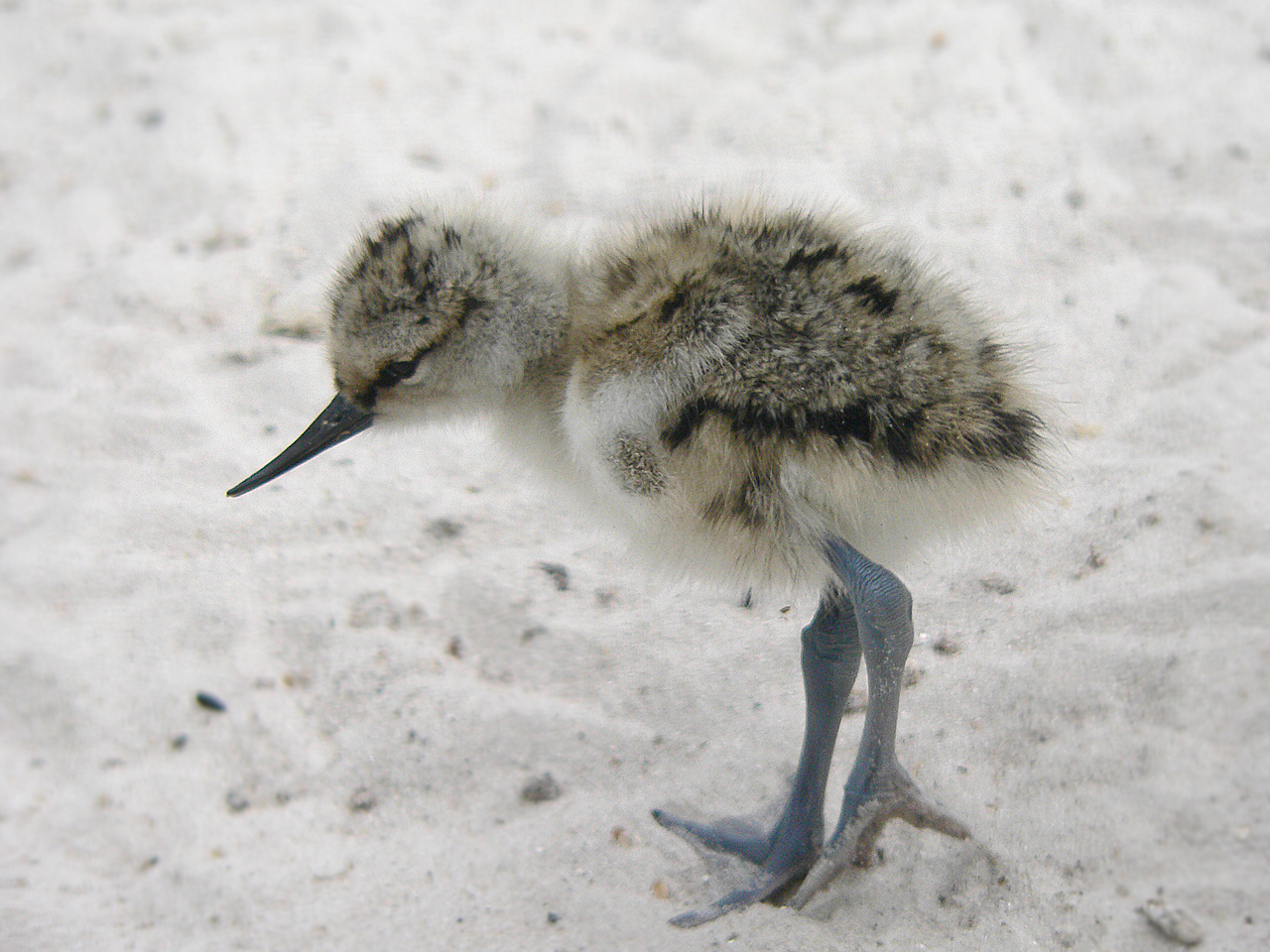
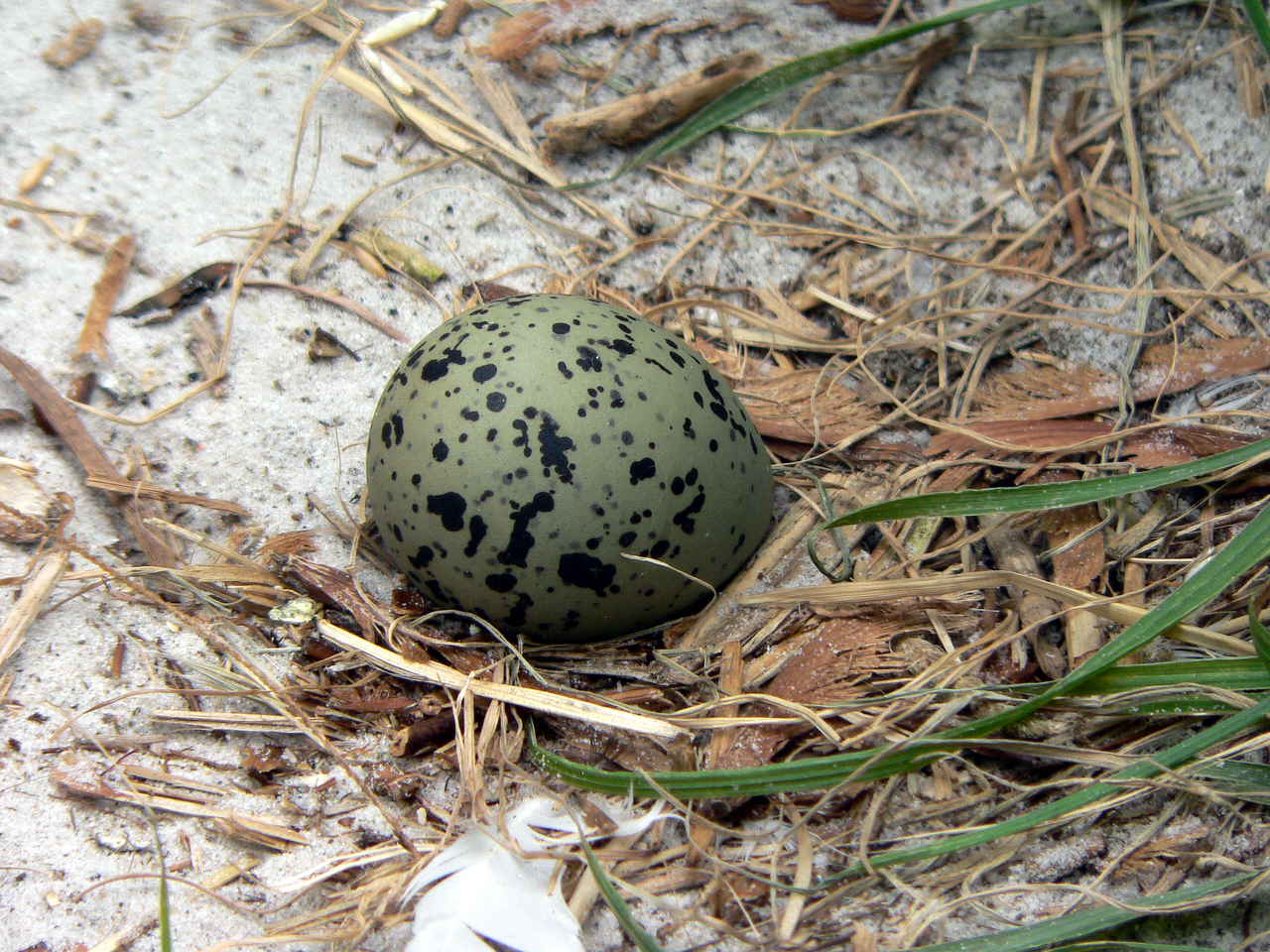